# Junior Murvin
Junior Murvin, született Murvin Junior Smith (Port Antonio, 1949 körül – 2013. december 2.) jamaicai reggae előadóművész.

## Élete
Leginkább Police and Thieves című számáról ismert, amit Lee „Scratch” Perryvel közösen alkotott 1976-ban, amely már megjelenésének évében nagy sikert aratott.
A dalnak olyan nagy hatása volt, hogy a The Clash nevű punk rock zenekar is feldolgozta első lemezén a következő évben.
Az ausztrál Paul Kelly hivatkozik Junior Murvinre klasszikus How To Make Gravy című karácsonyi dalában.
Junior Murvin később még egy kislemezt adott ki Wise Man címmel, mely a londoni Dubwise kiadónál jelent meg 1998-ban.

## Lemezei
- Police and Thieves (Island Records) (1977)
- Tedious (Mango) (1978)
- Bad Man Posse (Dread At The Controls) (1982)
- Muggers in the Street (Greensleeves) (1984)
- Apartheid (Jammys) (1986)
- Signs and Wonders (Live & Love) (1989)
- World Cry (Sunvibes) (1995)
- Wise Man (Dubwise) (1998)